# Jens Alber
Jens Alber (* 1947) ist ein deutscher Soziologe und Politologe.

## Leben
Jens Alber legte 1972 seine Prüfung als  Magister Artium an der Universität Konstanz in den Fächern Soziologie, Politische Wissenschaften und Psychologie ab. Von 1972 bis 1973 war er Geprüfte wissenschaftliche Hilfskraft am Lehrstuhl für Soziologie der Universität Mannheim.
Zwischen 1973 und 1977 war er Assistent am Forschungsinstitut für Soziologie der Universität zu Köln, von 1977 bis 1980 Assistent am Forschungsinstitut für Soziologie der Universität zu Köln. Im Zeitraum von 1973 bis 1977 war er parallel dazu Wissenschaftlicher Angestellter im Projekt Historische Indikatoren der westeuropäischen Demokratien der Universität Mannheim. Seine Promotion als Dr. phil. erlangte Alber 1979 in den Fächern Soziologie und Politische Wissenschaften ebenfalls an der Universität Mannheim.
Mit seiner Habilitation an der gleichen Universität erlangte Jens Alber 1986 seinen Venia legendi für Soziologie. Von 1980 bis 1983 war er Research Fellow am Europäischen Hochschulinstitut in Florenz im Forschungsprojekt „The Development of the Western European Welfare States Since the Second World War“, von 1983 bis 1986 Assistent am Forschungsinstitut für Soziologie in Köln. In den Jahren 1986 bis 1991 arbeitete Jens Alber als Wissenschaftlicher Angestellter am Max-Planck-Institut für Gesellschaftsforschung in Köln. 1991 übernahm er den Lehrstuhl für Sozialpolitik an der Fakultät für Verwaltungswissenschaft der Universität Konstanz, welchen er bis 2001 innehatte. Von 2002 bis 2011 war Jens Alber Direktor der Abteilung „Ungleichheit und soziale Integration“ am Wissenschaftszentrum Berlin für Sozialforschung sowie Professor für Soziologie an der Freien Universität Berlin.
Jens Alber war Mitglied des Redaktionskomitees des European Sociological Review und ist Mitglied des Editorial Boards des  Journal of European Social Policy.

## Forschung
An der Universität Konstanz lag Albers Schwerpunkt in der vergleichenden Wohlfahrtsstaatforschung. Unter anderem untersuchte er die Kürzungsanfälligkeit sozialpolitischer Programme im internationalen Vergleich. Des Weiteren stand die Stabilität der Demokratie in Deutschland und mögliche fremdenfeindliche Mobilisierungspotentiale im Fokus seiner Arbeit. In seiner Arbeit am Wissenschaftszentrum Berlin für Sozialforschung stützte sich Alber zunehmend auf umfragegestützte Untersuchungen. Dabei verglich er unter anderem europäische Sozialmodelle mit dem Sozialmodell der USA sowie deren Auswirkung auf die Lebensqualität der Bürger.
Für seine Monographien Vom Armenhaus zum Wohlfahrtsstaat: Analysen zur Entwicklung der Sozialversicherung in Westeuropa und Einige Grundlagen und Begleiterscheinungen der Entwicklung der Sozialausgaben in Westeuropa, 1949–1977 wurde Alber 1983 mit dem Stein-Rokkan-Preis ausgezeichnet.

## Lehre
Alber unterrichtete an der Universität Konstanz unter anderem Einführung in die Sozialpolitik, Theorien des Wohlfahrtsstaates, Sozialpolitik im internationalen Vergleich und Sozialpolitik als politischer Entscheidungsprozess. An der Freien Universität Berlin unterrichtete Alber unter anderem Sozialstrukturen europäischer Gesellschaften im Vergleich, Europäisierung europäischer Gesellschaften, Geschlecht als Dimension sozialer Ungleichheit in Europa und Gesellschaft und Politik in den USA.

## Schriften (Auswahl)
- Vom Armenhaus zum Wohlfahrtsstaat. Analysen zur Entwicklung d. Sozialversicherung in Westeuropa. Campus, Frankfurt am Main/New York 1982, ISBN 978-3-593-33134-8.
- Das Gesundheitswesen der Bundesrepublik Deutschland. Entwicklung, Struktur und Funktionsweise. Campus, Frankfurt am Main/New York 1992, ISBN 978-3-593-34682-3.
- Der Sozialstaat in der Bundesrepublik 1950-1983. Campus, Frankfurt am Main/New York 1996, ISBN 978-3-593-33896-5.
- mit Martin Schölkopf: Seniorenpolitik. Die soziale Lage älterer Menschen in Deutschland und Europa, G+B Fakultas, Amsterdam 1999, ISBN 90-5708-045-1.
- Herausgeber mit Tony Fahey und Chiara Saraceno: Handbook of Quality of Life in the Enlarged European Union. Routledge, London/New York 2008, ISBN 978-0-41542-467-7.
- Mit Agnes Blome und Wolfgang Keck: Generationenbeziehungen im Wohlfahrtsstaat. Lebensbedingungen und Einstellungen von Altersgruppen im internationalen Vergleich. Verlag für Sozialwissenschaften, Wiesbaden 2008, ISBN 978-3-531-15660-6.